# Fària
Faria és una tribu de plantes de la família de les poàcies, ordre de les poals, subclasse de les commelínides, classe de les liliòpsides, divisió dels magnoliofitins.

## Genères
Hi ha 4 gèneres: 
- Leptaspis
- Pharus
- Scrotochloa
- Suddia